# HMS Superb (1798)
HMS Superb (Корабль Его Величества «Суперб») — 74-пушечный линейный корабль
третьего ранга. Пятый корабль Королевского флота, названный Superb. Первый линейный корабль типа Pompée. Заложен в августе 1795 года. Спущен на воду 19 марта 1798 года на частной верфи Питчера в Нортфлите. Относился к так называемым «обычным 74-пушечным кораблям», нёс на верхней орудийной палубе 18-фунтовые пушки.

## Служба
В июле 1801 года Superb под командованием капитана Ричарда Гудвина Китса принимал участие в блокаде Кадиса, когда до
эскадры дошли вести о появлении эскадры контр-адмирала Линуа в заливе Альхесирас. Superb был направлен на помощь эскадре контр-адмирала Сомареца, но из-за слабого ветра опоздал и не принял участие в сражении в заливе Альхесирас 6 июля 1801 года.
Он присоединился к Сомарецу 9 июля и принял участие в гибралтарском ночном сражении, где, будучи самым быстрым кораблем эскадры, сыграл главную роль в британской победе. Ночью с 12 на 13 июля Superb под покровом темноты атаковал испанский 112-пушечный корабль Real Carlos, причем несколько ядер пролетели мимо и попали в находящийся за ним ещё один испанский 112-пушечник San Hermenegildo. В результате два испанских корабля, приняв друг друга за неприятеля, свалились и вместе взлетели на воздух. Затем Superb перенес свой огонь на почти неповрежденный французский 74-пушечный St. Antoine, который спустил флаг после непродолжительного боя. При этом Superb понес относительно небольшие потери, потеряв в сражении всего 14 человек ранеными.
После того как Вильнев отплыл из Тулона в Вест-Индию 29 марта 1805 года с эскадрой из одиннадцати линейных кораблей, шести фрегатов и двух шлюпов, Superb в составе эскадры Нельсона устремился за ним в погоню. Британцам так и не удалось обнаружить там франко-испанский флот, а 12 июня Нельсон узнал об уходе союзников и он с 11 кораблями вновь пустился в свою неутомимую погоню. Однако Вильнёв взял курс на Ферроль, а Нельсон на Кадис, полагая что противник направляется в Средиземное море.
Затем Superb был отправлен в Портсмут и вернулся в Средиземное море лишь в ноябре 1805 года, тем самым пропустив Трафальгарское сражение.
6 февраля 1806 года Superb в качестве флагмана вице-адмирала Томаса Дакворта принял участие в сражении при Сан-Доминго. Superb в составе наветренной колонны британской эскадры вступил в бой с французским авангардом. Во время боя с флагманом Лессега, 120-пушечным Impérial, Superb получил лишь незначительные повреждения, так как HMS Northumberland прикрывал его от огня своим корпусом. Однако Superb серьезно пострадал на заключительном этапе сражения, получив несколько десятков пробоин корпуса и потеряв 6 человек убитыми и 56 ранеными.
5 августа 1807 года Superb под командованием капитана Даниэля Млеода присоединился к эскадре адмирала Джеймса Гамбье в Балтийском море. В августе-сентябре принял участие в осаде и бомбардировке Копенгагена, завершевшейся сдачей всего датского флота.
Superb вернулся в строй после ремонта в декабре 1808 года под командованием капитана Самуэля Джексона. Он был отправлен
в Балтийское море в качестве флагманского корабля контр-адмирала Китса, и входил в состав эскадры вице-адмирала сэра
Джеймса Сомареца. Принял участие в голландской экспедиции 1809 года и вернулся оттуда в таком плохом состоянии, что ему запретили выходить в море до завершения капитального ремонта. Он вновь вступил в строй в сентябре 1812 года под командованием капитана Чарльза Пейджа.
В ноябре 1812 года Superb было приказано присоединиться к флоту канала. Во время круиза в Бискайский залив он взял
несколько призов, в том числе 6-пушечный американский бриг Star и 6-пушечное каперское судно Viper.
В 1814 году, во время англо-американской войны, Superb входил в состав эскадры Александра Кокрейна, которая базировалась на побережье Северной Америки. 14 апреля 1814 принял участие в нападении на Варехам, штат Массачусетс, в результате которого было уничтожено 2500 тонн различных товаров на сумму в 500 000 долларов.
С июня 1823 года Superb служил в качестве сторожевого корабля в Плимуте и оставался в этом качестве до января 1826 года, когда он отправлен на слом и разобран.